# Wildwood (Missouri)
Wildwood  è una città degli Stati Uniti d'America, nella Contea di St. Louis dello Stato del Missouri.
Fa parte della terza cintura urbana della città di St. Louis. Al censimento del 2010 possedeva una popolazione di 35 517 abitanti.